# Coralliodrilus abjornseni
Coralliodrilus abjornseni is een ringworm uit de familie van de Naididae. De wetenschappelijke naam van de soort is voor het eerst geldig gepubliceerd in 1907 door Michaelsen.